# Kurzwaffe
Kurzwaffen bilden eine Kategorie zur Typologie von Waffen. Klassifiziert werden damit Schusswaffen bzw. Handfeuerwaffen nach den Begriffsbestimmungen des deutschen Waffengesetzes (WaffG). Es handelt sich definitionsgemäß um alle Schusswaffen, die keine Langwaffen sind – das heißt, die als Waffe oder in bestimmten Teilen gewisse Höchstlängen nicht überschreiten.

## Definition
Die waffenrechtliche Legaldefinition lautet:

„Langwaffen; dies sind Schusswaffen, deren Lauf und Verschluss in geschlossener Stellung insgesamt länger als 30 cm sind und deren kürzeste bestimmungsgemäß verwendbare Gesamtlänge 60 cm überschreitet; Kurzwaffen sind alle anderen Schusswaffen.“

Die Definition von Kurzwaffen leitet sich damit indirekt von der Definition der Langwaffen ab (Indirekte Legaldefinition).

## Waffentechnische Zuordnung
Der Begriff „Kurzwaffe“ ist kein Begriff der Waffentechnik und nicht mit dem Begriff der „Faustfeuerwaffe“ gleichzusetzen. Zu den Kurzwaffen zählen neben den Faustfeuerwaffen (in erster Linie Pistolen und Revolver), die im Regelfall einhändig geschossen werden können und die zur Geschossbeschleunigung heiße Gase verwenden (Feuer), auch automatische Waffen wie Maschinenpistolen, sowie  auch Druckluftwaffen, wenn sie eine Gesamtmindestlänge von 60 cm unterschreiten oder die Lauflänge kleiner als 30 cm ist. Auch Waffen, bei denen Muskelkraft eingebracht und durch eine Sperrvorrichtung gespeichert werden kann (z. B. Armbrust) sind den Schusswaffen gleichgestellt und gelten bei den Dimensionen als Kurzwaffe.
Softairpistolen, denen eine Geschossenergie von weniger als 0,5 Joule erteilt wird, gelten nicht als Schusswaffen im Sinne des Waffengesetzes; sie sind nicht vom Waffengesetz erfasst. Demnach ist auf sie die waffenrechtliche Definition der Kurzwaffen nicht anzuwenden.

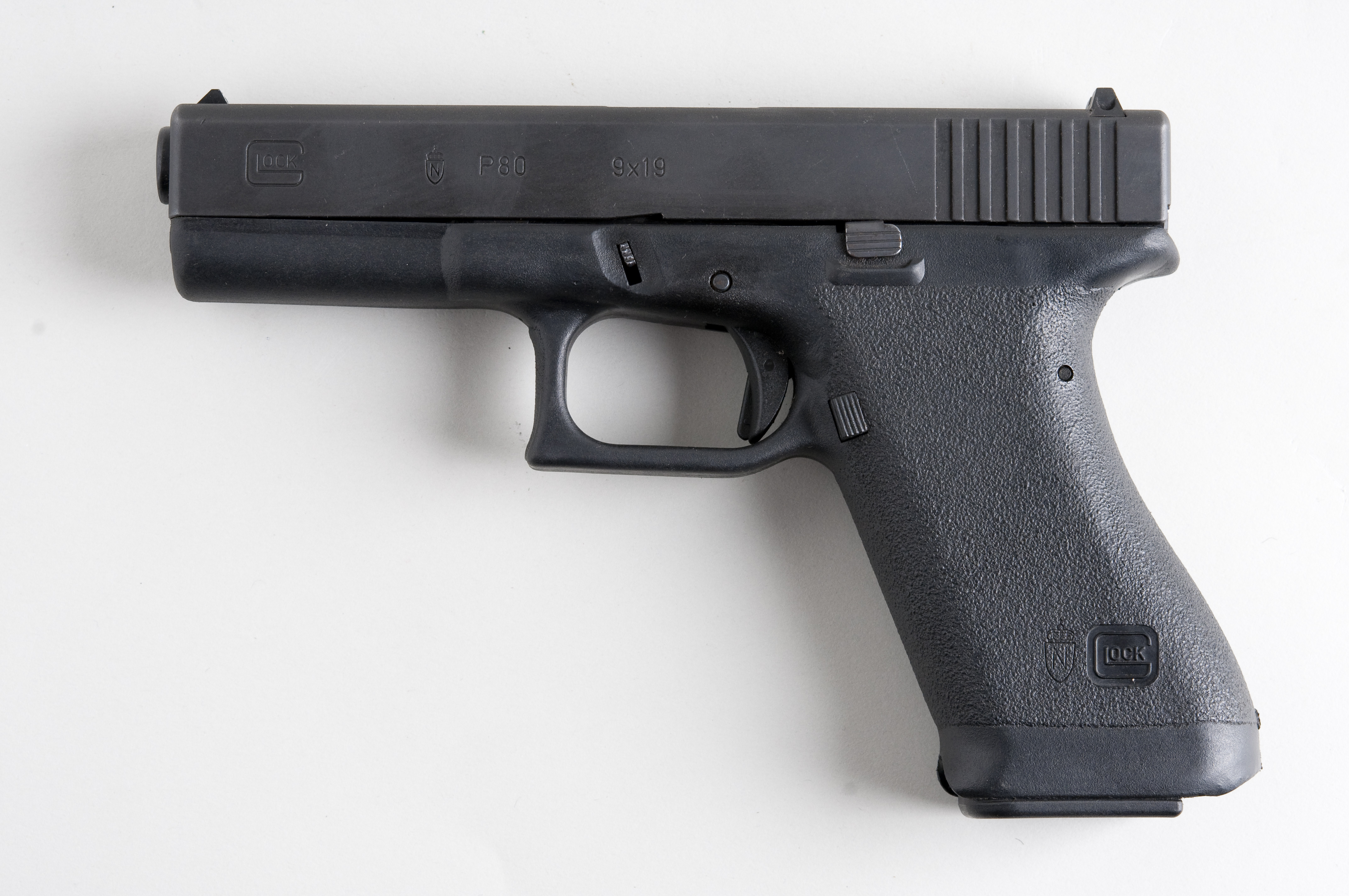
Pistole
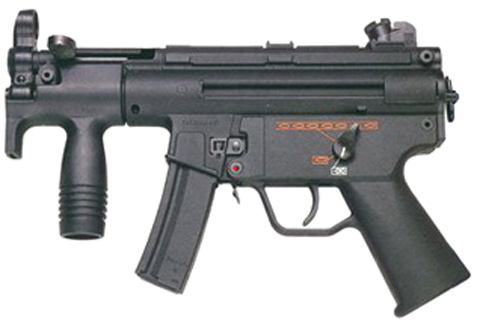
MP5K – eine Maschinenpistole, die in dieser Variante als Kurzwaffe gilt
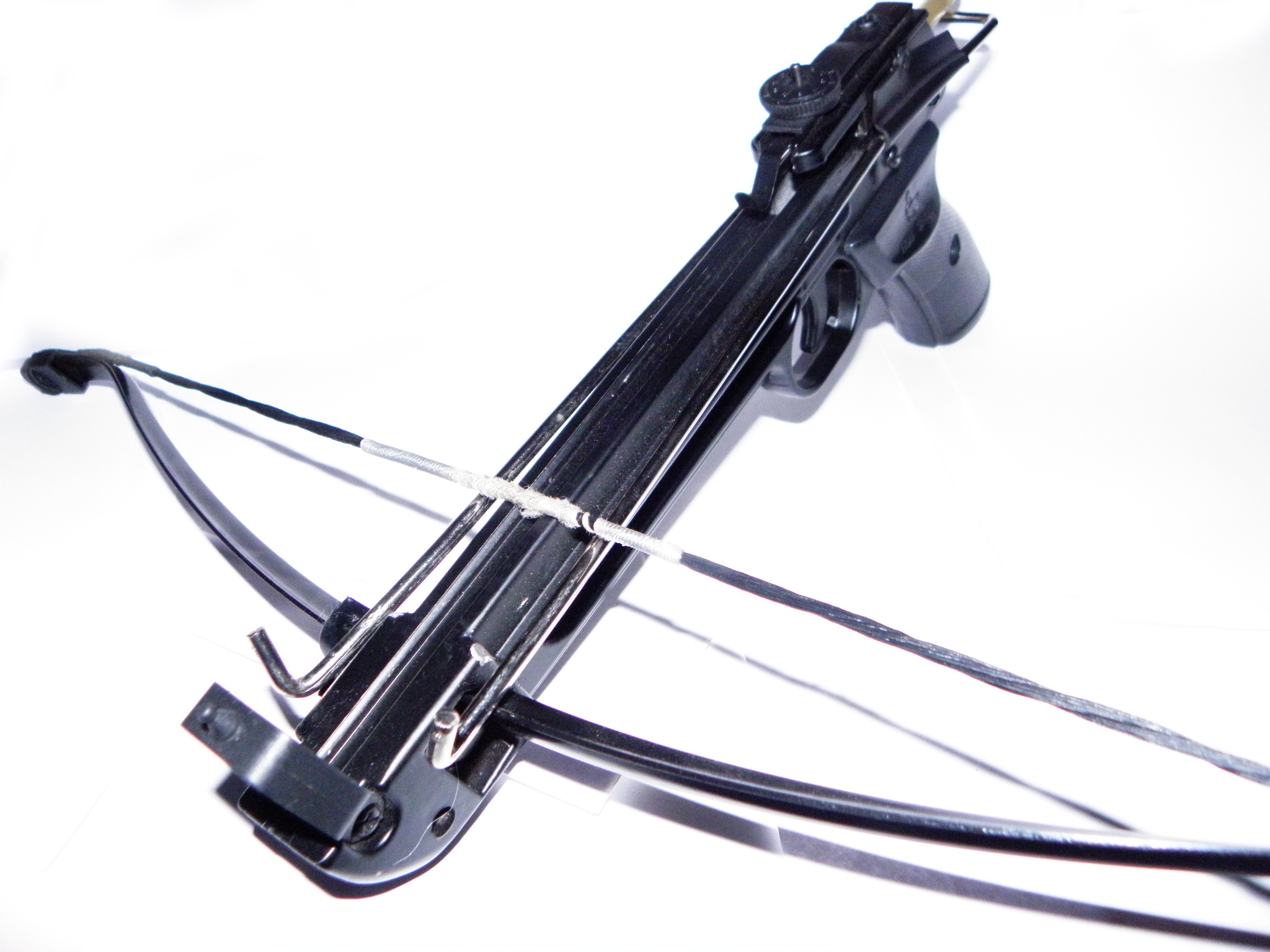
Pistolenarmbrust
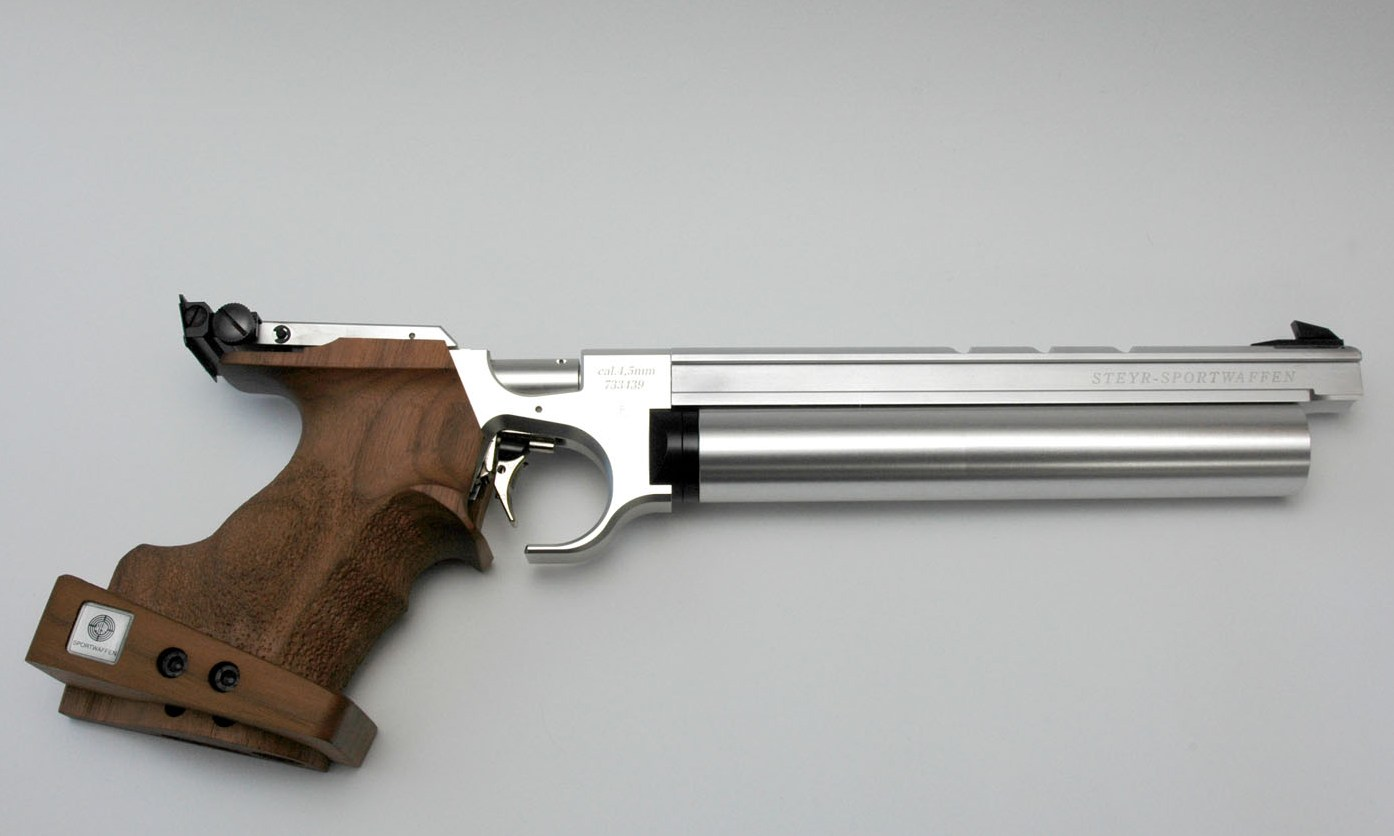
Luftpistole